# Kościół Najświętszego Serca Pana Jezusa w Sułkowicach
Kościół Najświętszego Serca Pana Jezusa – rzymskokatolicki kościół parafialny należący do dekanatu Sułkowice archidiecezji krakowskiej.
W latach 30. XX wieku rozpoczął działalność Komitet Budowy Kościoła pod przewodnictwem księdza kanonika Józefa Grosa. Wkrótce władze zatwierdziły miejsce budowy, zostały kupione wapno, cement i kamienie. W 1936 roku rozpoczęto wykopy pod fundamenty. Dużą część prac wierni wykonali systemem gospodarczym. 

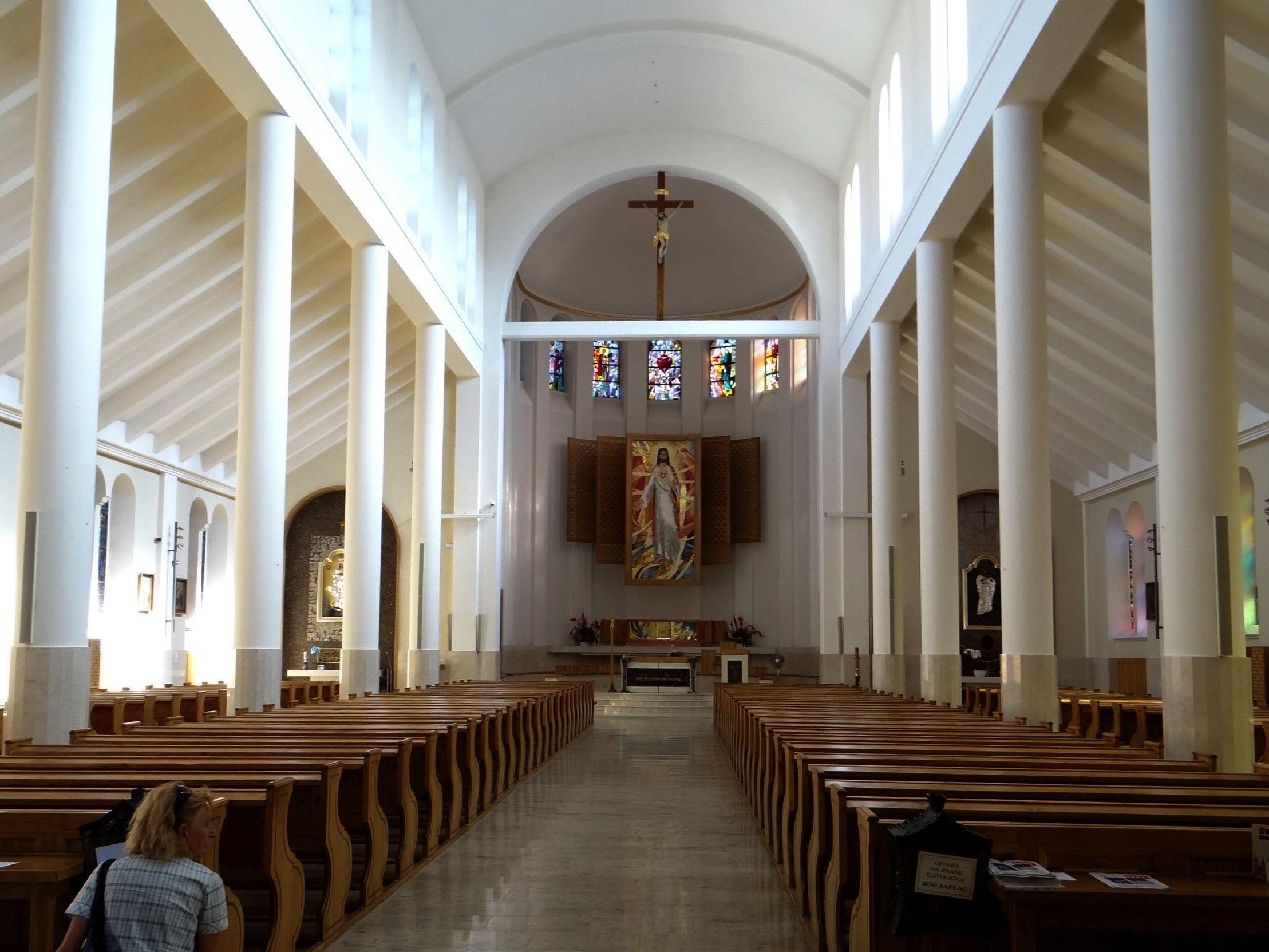
Wnętrze świątyni

Podczas II Wojny Światowej prace budowlane zostały przerwane. Proboszczem został mianowany ksiądz kanonik Jan Sidełko, którego zaangażowanie stanowiły wzór dla wiernych. Pomimo trudności, spowodowanych powojenną rzeczywistością dawali oni pieniądze, a jeśli ktoś ich nie miał, przychodził częściej do pracy przy budowie nowego kościoła. W 1949 roku, gdy została uzyskana zgoda władz państwowych, powoli zaczęto budować mury, następnie zostały położone płyty stropowe i na końcu dach z sygnaturką. Wieża nie powstała, ponieważ nie zgodziły się na jej wybudowanie władze państwowe.
W 1964 roku ksiądz biskup Julian Groblicki konsekrował nową świątynię pod wezwaniem Najświętszego Serca Jezusowego. Proboszczem był wtedy ksiądz kanonik Bruno Wyrobisz.
W dniu 20 września 2014 roku ksiądz kardynał Stanisław Dziwisz konsekrował nowy ołtarz w kościele.